# Джыланды (Ошская область)
Джыланды (кирг. Жыланды) — село в Узгенском районе Ошской области Кыргызстана. Входит в состав Джыландынского аильного округа. Код СОАТЕ — 41706  255 815 01 0

## Население
По данным переписи 2023 года, в селе проживало 4 561 человек.